# Казалмађоре
Казалмађоре (итал. Casalmaggiore) је насеље у Италији у округу Кремона, региону Ломбардија.
Према процени из 2011. у насељу је живело 10438 становника. Насеље се налази на надморској висини од 23 м.

## Становништво
| 1936.  | 1951.  | 1961.  | 1971.  | 1981.  | 1991.  | 2001.  | 2011.  |
| ------ | ------ | ------ | ------ | ------ | ------ | ------ | ------ |
| 15.345 | 15.185 | 14.066 | 13.161 | 13.204 | 13.168 | 13.818 | 15.111 |